# 杨文安 (1912年)
杨文安（1912年—1967年6月17日），原名杨辂，男，山西芮城人，中国人民解放军开国少将。

## 生平
1928年考入山西省立第二师范学校，靠公费补贴维持学习生活。1934年毕业后在运城开办补习学校。
1936年考入晋绥军官教导团学兵队。1937年入党，担任地下党支部书记，发展党员40余人。参加第二战区民族革命战争战地动员总会（“战动总会”，1937年9月组建，主任委员续范亭）在晋中等地发动群众，武装群众的游击战争。带领学兵队部分成员赴文水县与程子华会合，改名杨文安（“平安”到达“文水县”之意）。历任“战动总会”的游击第一路纵队第三支队（以文水县抗日游击队编成）的队长、副支队长、支队长。1938年3月战动总会游击第一路纵队一、二、三支队合编为游击第一路纵队游击第一支队，任第3营营长。1939年7月，游击第一路纵队被改编为陆军暂编第一师，师长续范亭；其中游击第一支队改编为第三十六团。杨文安任山西新军暂一师第三十六团副团长。“十二月事变” 后暂一师列入了八路军第一二○师的序列。杨文安调任山西新军教导大队大队长、1943年到中国人民抗日军政大学总校大队长、中国人民抗日军政大学第七分校任大队长、1944年到延安入中央党校学习。1945年任晋绥军区第八军分区参谋长。
第二次国共内战时期，1947年任西北野战军第一纵队三五八旅参谋长，第一纵队副参谋长兼教导团团长，青海省军区参谋长。
中华人民共和国成立后，任中国人民解放军第一军参谋长，1953年随部队参加抗美援朝战争。归国后任中国人民解放军防空军高炮指挥部参谋长。1956年从军事学院高级指挥系毕业，任防空军高炮指挥部副司令员。1959年任中国人民解放军空军技术部副部长。1962年空军技术部并入空军高射炮兵指挥部，任高炮指副司令员。1966年任新建的空军第二高射炮兵指挥部副司令员。文化大革命期間受林彪反革命集團迫害，含冤致死。1979年中国人民解放军总政治部为他平反，给予革命烈士待遇。
1955年授予大校军衔。1961年晋升少将军衔。